# 入舟辰乃助
入舟 辰乃助（いりふね たつのすけ、1985年6月10日 - ）は、落語協会に所属する落語家、司会者。出囃子∶「むつのはな」。本名∶水谷 広。

## 経歴
2006年3月31日に高校を卒業。2年浪人し、日本大学芸術学部に入学。在学中の2009年2月に第6回全日本学生落語選手権・策伝大賞にYO！二浪の高座名で出場し、決勝進出。
2012年2月に入船亭扇辰に入門し、11月1日より柳家小はぜと共に前座となる。前座名「辰まき」。前座中に椎間板ヘルニアで入院し一年以上休席した。2014年7月29日に復帰し、「辰のこ」と改名。
2017年5月21日に三遊亭歌実、林家あんこと共に二ツ目昇進、「入舟辰乃助」と改名。
2026年3月21日、柳家圭花、三遊亭ふう丈、柳家小はぜ、三遊亭伊織とともに真打昇進予定。

## 芸歴
- 2012年
  - 2月 - 入船亭扇辰に入門。
  - 11月 - 前座となる、前座名「辰まき」。
- 2014年7月 - 「辰のこ」と改名。
- 2017年5月 - 二ツ目昇進、「入舟辰乃助」と改名。

## 人物
学生時代はカラーギャングに所属し連絡隊長をしていた。（ちなみに本人は落語の家に於いて「TVの取材があり、集会に集められただけで連絡隊長ではない」と否定している。尚、辰乃助本人は取材されその内容は全国放送された。）
落語以外にも司会を得意とする。
品川区西中延に住んでいる。
2019年8月に噺家の仲間の柳家かゑる、柳家花飛、金原亭馬久、三遊亭ふう丈と富士登山に挑戦した。
忍者の末裔という説があり、半蔵門線に乗るのが怖い。
亭号の「入舟」は過去に「入船」として存在している。入船亭扇蔵の初代と2代目は「入船扇蔵」を名乗っていた。この亭号を名乗るのは師匠入船亭扇辰のアイディア。当初「入船辰乃助」とするはずだったが、扇辰の兄弟子入船亭扇遊から「あんちゃん、辰乃助だったら『入舟』のほうがかっこいいよ」と言われたので『入舟辰乃助』とした。

## 出演
- 二つ目物語（2022年、林家しん平監督）- 居酒屋の客 役